# 卢绍武
卢绍武（1906年—1978年7月14日），男，壮族，广西武鸣人，中华人民共和国政治人物、中国人民解放军开国少将。

## 生平
参加北伐战争和南宁兵暴。1929年11月参加百色起义，1929年经张云逸介绍加入中国共产党。任红七军第十九师五十六团排长、连政治指导员，后任红三军团第5师13团营长，红13团参谋长、团长。参加中央苏区第3-5次反“围剿”斗争、中央红军长征。到达陕北后，任中央红军第一纵队作战参谋、红二十五军225团参谋长、红十五军团75师参谋长。参加了东征、西征和山城堡战役。
抗日战争，担任八路军115师344旅688团参谋长、第344旅参谋长。1939年5月，任八路军冀鲁豫支队参谋长。1940年2月，任八路军第二纵队兼冀鲁豫军区参谋长。1942年8月，旧伤病复发，离职到后方医院治疗。1943年初入延安中央党校学习并疗养。1945年4月为中共七大代表。1945年5月从中央党校学习结业。1945年6月，任八路军南下游击第三支队副司令员、司令员。
第二次国共内战时期，历任晋冀鲁豫军区第一纵队参谋长，1947年初，因旧伤病再次复发，离职前往河北唐县的白求恩医院治疗。1949年10月出任第四野战军第三十八军副军长等职。在红军时代、抗日战争和解放战争期间9次负伤。
中华人民共和国成立后，历任广西军区武鸣军分区司令员兼政治委员并兼中共武鸣地委书记、专署专员。广西军区参谋长、副司令员、司令员兼军区党委第二书记。1955年，授予少将军衔和二级八一勋章、一级独立自由勋章、一级解放勋章。后任广西省人民委员会副省长，广西僮族自治区人民委员会副主席，自治区体育运动委员会主任、广西政协副主席。
第一、二、三、五届全国人民代表大会代表。

## 家庭
- 夫人申晓普(1912--2006年11月1日)，河北省魏县人，汉族，在大名女子师范学校读书时加入进步学生组织。抗战后，到开州（今濮阳）投奔冀鲁豫抗日救国总会妇女救国会，1938年1月加入中国共产党，1938年3月至6月任大名县救国会组织干事，1938年7月至1941年10月任冀鲁豫边区妇联总会组织部长。1941年11月起任冀鲁豫军区卫生部工作。1942年与卢绍武结婚。1943年2月至1945年8月赴延安在中央党校学习。1950年9月任广西军区珠江幼儿园保教股长。1952年11月任广西垦植厅工会组织部长。1961年3月任自治区办公厅档案室正处级干部。1966年9月退休。1979年9月调整为离休。妹妹申戈军为杨得志夫人。
- 女儿卢娅春
- 长子卢胜春
- 次子卢兰春
- 三子卢建国